# Biblia Farhi
La Biblia Farhi es un manuscrito medieval en hebreo que reproduce la Biblia y algunos textos anexos, el más largo de los cuales es un diccionario hebreo-catalán, en caracteres hebreos, elaborado para facilitar su comprensión. Consta de 1056 páginas y 359 ilustraciones. Es una de las piezas medievales en hebreo más destacadas respecto tanto a la caligrafía como a la iluminación. Su autor fue Elisha ben Abraham ben Benvenisti, más conocido como Cresques Abraham, quien la escribió para uso personal entre 1366 y 1383.

## Historia
Cresques escribió la Biblia Farhi en la Provenza, entonces parte del reino de Aragón. En algún momento posterior acabó en las manos de una notable familia sefardita de origen zaragozano establecida en Siria, los Farhi, de los que toma su nombre. Su último dueño de este linaje fue el visir otomano de Acre Haim Farhi, que fue asesinado por un rival político en 1818. Después de esto, la Biblia pasó a manos del cónsul británico en Damasco, a quien perteneció durante alrededor de un siglo. Tras varias disputas legales entre los herederos de Haim, el libro acabó siendo adquirido a principios del siglo XX por David Sassoon, una acaudalada familia judía de Bagdad. La familia Sassoon se trasladó a lo largo del siglo a Mumbai, Shanghái y Londres. En 1966 la Biblia Farhi se encontraba en la Colección Sassoon de Letchworth, Inglaterra (Ms. 368).

## Contenidos

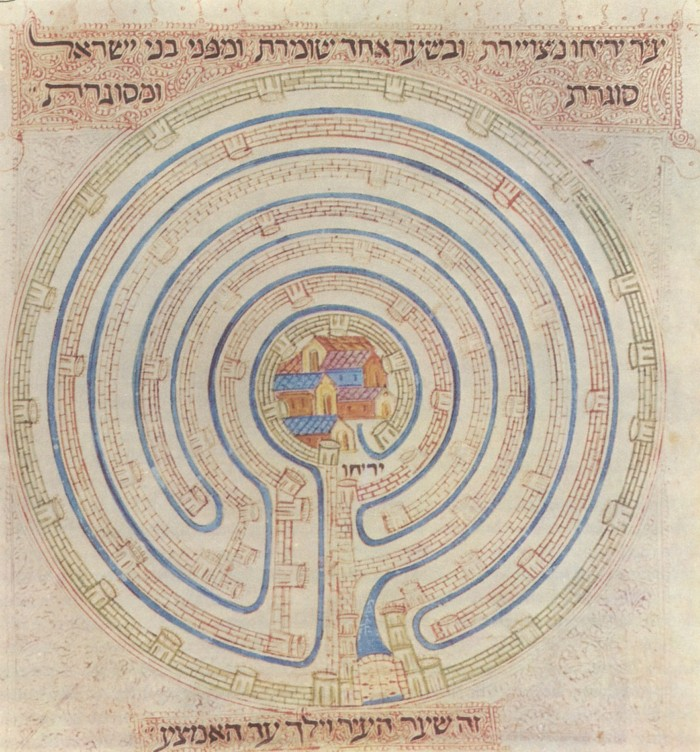
El laberíntico muro de Jericó
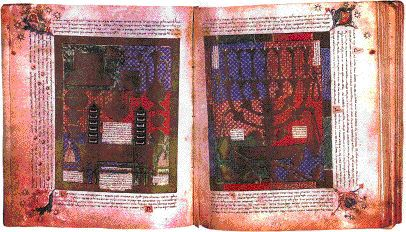
Ofrendas y Menorá del Templo
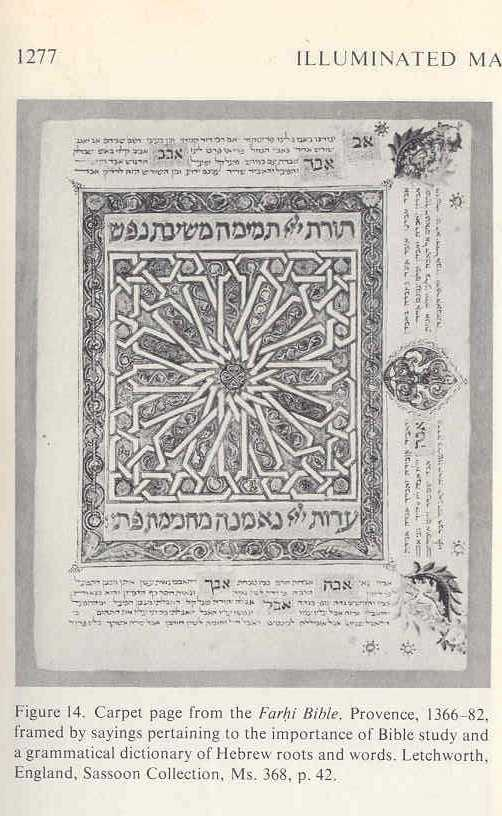
Una de las páginas tapiz